# Charles Siméon L'Archant de Grimouville
Pour l’article homonyme, voir L'Archant.
Charles Siméon L'Archant de Grimouville (né à Saint-Lô le 18 février 1751 - mort à Jersey le 20 septembre 1821) est évêque titulaire de Saint-Malo de 1817 à sa mort.

## Biographie
Charles Siméon fils aîné de Charles François de Grimouville, comte de L'Archant (né en 1722) et d'Isabelle Pétronille van Eeverbroeck (1721-1775) est issu d'une noble famille normande les barons puis comtes de L'Archant originaire de l'actuel département de la Manche. 
Il devient chanoine de la cathédrale de Lisieux. Pendant la Révolution, il se retire à Jersey le 28 septembre 1792. 
Par le Concordat du 11 juin 1817 la Pape Pie VII rétablit l'évêché de Saint-Malo auquel il assigne comme territoire les arrondissements de Saint-Malo et de Fougères. Le roi Louis XVIII le nomme alors comme évêque, mais les Chambres refusent de valider le Concordat et de voter les crédits nécessaires au rétablissement de l'évêché. La Bulle pontificale du 10 octobre 1822 n'évoque plus l'évêché de Saint-Malo. L'évêque titulaire était mort à Jersey  le 20 septembre 1821, où il est inhumé au cimetière Saint-Martin, laissant le siège épiscopal définitivement inoccupé.

## Sources
- François Tuloup Saint-Malo. Histoire religieuse éditions Klincksieck, Paris 1975,  p. 65.
- Abbé François Manet, Biographie des Malouins célèbres, Saint-Malo & Marseilles, Lafitte Reprints, 1824 (ISBN 9782862762197), p. 383-384